# Laurence Thomas
Laurence (Mordekhai) Thomas, ameriški filozof, pedagog in lektor, * 1. avgust 1949, Baltimore, Združene države Amerike.
Je zaslužni profesor filozofije in političnih znanosti na Univerzi Syracuse. 

## Delo
Thomas, v svojih delih, piše predvsem o moralni sreči, filozofiji družbe ter diskriminaciji Judov in temnopoltih v ameriški družbi. Laurence je v svojih delih prepričan, da skupnostim, ki so podvržene diskriminaciji, dolgujemo posebno moralno spoštovanje, saj lahko le tako v družbi prijetno sobivamo. Prav tako filozof pripisuje velik pomen posamezniku in njegovi zgodbi. Verjame, da se šele, ko zares prisluhnemo edinstveni zgodbi vsakega posameznika, lahko postavimo v njegovo kožo in postanemo empatični. Kot primer navaja temnopolto žensko v beli družbi, ki je podvržena diskriminaciji. Prepričan je, da bi se, če bi družba prisluhnila njeni zgodbi in počutju, ženska veliko lažje vključila v vse družbene dejavnosti ter tako mirno sobivala v prijetnem družbenem okolju.

## Izobrazba in poklicna pot
Laurence Thomas je študiral filozofijo na Univerzi Marylanda, kjer je leta 1971 diplomiral. Dve leti kasneje je opravil magisterij in pridobil naziv Master of Arts, leta 1976 pa je kot zelo studiozen in ambiciozen filozof iz umetnosti tudi doktoriral.
Thomas je bil v svoji dolgoletni karieri nosilec številnih predavanj – na Univerzi Syracuse, Univerzi Severne Karoline, v Chapel Hillu, v Notre Dame, na Univerzi Marylanda in na Oberlin College.
Njegova najpomembnejša predavanja:
- Fakulteta Andrew Mellon - Univerza Harvard (kot sodelavec), 1978-79
- Nacionalni humanistični center (sodelavec), 1982-83
- Univerza Lawrenca Kohlberga (Association of Moral Education), 1993
- Univerza v Michiganu (kot učenjak), 1994
- Peto predavanje Meyerja Warrena Tenenbauma in Labelle Tenenbaum (Univerza v Južni Karolini)
- Predavanje nizozemski kraljici Beatrix, 2000
- Lincolnova predavanja na Državni univerzi v Arizoni, 2002

Mordekhaijevo učenje je bilo širše poznano in zelo cenjeno. 
Eden izmed njegovih najbolj odmevnih čankov (Next life, I'll be White (V naslednjem življenju bom bel)) je leta 1990 pristal v The New York Timesu, kar je za Thomasa pomenilo kar velik dosežek. Laurence je bil leta 1993 imenovan za štipendista in učitelja leta Univerze Syracuse. 
Julija 1997 je predstavil Kovlerjeva predavanja na Medicinski fakulteti Univerze v Cape Townu v Južni Afriki, ki so postala del njegove knjige Living Morally, ki govori o moralni objektivnosti in zlu. 
Laurence Thomas je avtor več kot 100 člankov. Najpomembnejši med njimi so:
- Forgiving the Unforgivable, objavljen v Moral Philosohy and the Holocaust (uredila Eve Garrard in Geoffrey Scarre), 2003
- Group Autonomy and Narrative Identity, objavljen v Blacks and Jews (uredil Paul Berman), 1996
- Moral Defence, objavljen v Theorizing Multiculturalism (uredila Cynthia Willet), 1993

Eden najbolj cenjenih Mordekhajevih esejev ima naslov "Being Moral and Handling the Truth". Objavljen je bil v reviji Social Philosophy and Policy. V tej razpravi o moralnosti laganja Thomas navede primer, kdaj je laž lahko dejansko krepostna. Kot primer da laž, ki bi preprečila žalost v nekem veselem trenutku, na primer molčanje ali tajenje slabe novice na poročni dan.

## Knjige
- Living Morally, 1989
- Vessels of Evil: American Slavery and the Holocaust, Temple University Press, 1993
- Sexual Orientation & Human Rights, 1999
- A Guide to Humans, 2002
- The Family and the Political Self, 2006

### Vessels of Evil
Thomas začne svojo knjigo Vessels of Evil: ameriško suženjstvo in holokavst z razpravo o naravi zla, nato uporablja primere, ki jih črpa iz zgodovine ameriškega suženjstva in holokavsta 2. svetovne vojne. Lektor knjižnične revije Paul Kaplan je Thomasovo obravnavo te izdaje poimenoval »berljivo, celo absorbirajoče filozofsko preverjanje«. 
Thomas ugotavlja razlike med dvema primeroma zla. Medtem ko je bil holokavst takrat zakonsko dovoljen, so bili nacistični umori v koncentracijskih taboriščih tajni; nasprotno, zakonske podlage za lastništvo sužnjev pa ni bilo, a se je suženjstvo vseeno množično izvajalo. Primerja tudi številke, ki kažejo, da je med holokavstom umrlo približno šest milijonov Judov, pozabljamo pa, da je na poti v Ameriko umrlo mnogo večje število (od 40 do 60 milijonov) črncih sužnjev.

### Sexual Orientation & Human Rights
Thomas in profesor filozofije Michael E. Levin, v knjigi Sexual orientation and Human rights, debatirata položaj homoseksualcev v družbi. Levin zagovarja stališče posameznikov, ki niso sočutni do homoseksualnih zahtev po pravicah, saj pravi, da imajo homoseksualci popolnoma enake pravice kot vsi ostali. Thomas se z Levinom ne strinja in je stališča, da je treba diskriminirane skupine, kar homoseksualci pogosto so, zaščititi. Prav tako poudarja, da je strogo sledenje Bibliji danes nerealno in nesmiselno, saj se z razvojem družbe razvija tudi kultura in z njo povezane norme in vrednote.

## Priznanja
- Članstvo v društvu W. E. B. DuBois (Fellowship), 1973
- Članstvo kolegija Fakultete Andrew Mellon na harvardski univerzi, 1978-79
- Nagrada NEH ( The National Endownment for the Humanities) za vodenje seminarja o konkurenčnih pravicah, 1981
- Članstvo v društvu National Humanities Center, 1982-83